# فيكتور كراولي (فلم)
فيكتور كراولي (بالإنجليزية: Victor Crowley) هو فيلم رعب تم انتاجه في الولايات المتحدة وصدر سنة 2017 بطولة كين هودر وهو الجزء الرابع في سلسلة أفلام الرعب فأس.

## القصة
بعد 10 سنين من احداث الفيلم الاصلي يتم إعادة احياء «فيكتور كراولي» عن طريق الخطا ليبدا في القتل من جديد.

## الميزانية والإيرادات
كلف الفيلم ميزانية تقدر بـ 7 مليون دولار امريكي.

## وصلات خارجية
- مقالات تستعمل روابط فنية بلا صلة مع ويكي بيانات

فيكتور كراولي على IMDb
فيكتور كراولي على Rotten Tomatos